# Błaszki
Błaszki (niem. Schwarzau) – miasto w Polsce, w województwie łódzkim, w powiecie sieradzkim, siedziba gminy miejsko-wiejskiej Błaszki. Przez miasto przepływa rzeka Trojanówka. Błaszki uzyskały lokację miejską przed 1722.
Według danych GUS z 31 grudnia 2023 r. miasto liczyło 1987 mieszkańców.

## Położenie
Błaszki leżą w zachodniej części województwa łódzkiego w powiecie sieradzkim nad Trojanówką. Miasto leży blisko granicy z województwem wielkopolskim.
Błaszki położone są w historycznej ziemi sieradzkiej. W I Rzeczypospolitej Błaszki znajdowały się w powiecie sieradzkim województwa sieradzkiego, gdzie stanowiły siedzibę parafii.

## Władza gminy
- Florian Jackowski – 1927[5].

Lata kadencji burmistrza gminy Błaszki: dane od 2002 roku,
- 2002–2006: Krzysztof Stępiński[6]
- 2006–2010: Krzysztof Stępiński[7]
- 2010–2014: Piotr Świderski
- 2014–2018: Karol Rajewski
- 2018–2024: Piotr Świderski
- 2024–2029: Piotr Świderski[8]

## Historia
Najstarszy dokument opisujący Błaszki pochodzi z 1437 roku i dotyczy przyznania beneficjum błaszkowskiego przez arcybiskupa gnieźnieńskiego Wincentego Kota plebanowi Potworowskiemu. Pierwsza wzmianka z 1386 r. dotyczy plebana z Blascowicz i świadczy o istnieniu tutaj parafii. Fundatorami kościoła byli Błaszkowscy.

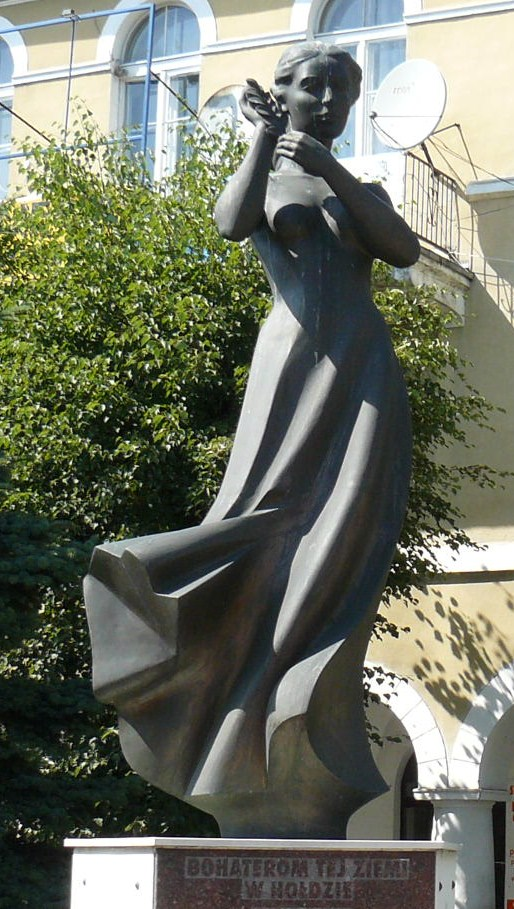
Pomnik Bohaterów

Formalnym usankcjonowaniem Błaszek jako miejscowości o charakterze targowym było nadanie przez króla Jana Kazimierza 1 marca 1652 przywileju na targi niedzielne. W 1729 r. Błaszki zwane są po raz pierwszy miastem, stanowiły wówczas własność Lipskich h. Grabie i szczyciły się rozwojem rzemiosła, głównie sukiennictwa i garbarstwa.
Dalsze ożywienie gospodarcze nastąpiło w czasach Królestwa Polskiego, kiedy powstał kalisko-mazowiecki okręg przemysłowy; rozwijało się głównie tkactwo i szewstwo, obok rzemiosła rozwijał się handel, a o jego roli w mieście świadczy wielki rynek, dziś podzielony na dwa place. Miasto prywatne Królestwa Polskiego, od 1816 położone było w powiecie warckim, obwodzie kaliskim województwa kaliskiego.
W 1926 do miasta włączono wieś Janówka, osadę Błaszki Poduchowne, kolonię Lubanów, osadę Lubanów, część folwarku Lubanów (19,9130 ha), kolonię Borysławice-Chrzanowice-Topielec, kolonię Borysławice Czynszowe, cmentarz żydowski oraz część Borysławic (osady 41, 43, 44 i 47).
W 1927 roku burmistrzem był Florian Jackowski, w 1928 roku został odznaczony Srebrnym Krzyżem Zasługi za „zasługi w pracy samorządowej”.
Przed II wojną światową Błaszki liczyły 5700 mieszkańców, z czego prawie 50% stanowili Żydzi, wymordowani później przez Niemców.
W Błaszkach istniały przed wybuchem wojny dwa cmentarze żydowskie. Zarówno starszy, jak i nowszy zostały zniszczone podczas wojny. Po wojnie starszy został zajęty pod pole orne, zaś nowszy pod zabudowę przemysłową. Podczas II wojny światowej administracja niemiecka zmieniła nazwę miasta na Schwarzau.
Miasto zostało zajęte 21 stycznia 1945 roku przez żołnierzy radzieckich 33 Armii gen. pułk. W. Cwietajewa. Podczas walk poległo 4 czołgistów.
Po wojnie rozwinął się tu przemysł skórzany i usługi dla rolnictwa. W latach 1975–1998 miasto administracyjnie należało do województwa sieradzkiego, wcześniej do województwa poznańskiego i powiatu kaliskiego.

### Ludność w XIX wieku
Słownik geograficzny Królestwa Polskiego i innych krajów słowiańskich Tom I podaje: „W 1827 r. było tu 91 dm. i 1361 mieszkańców. W 1859 roku było 2854 mk., 178 dm. W 1876 roku było tu 3760 mk.” Biorąc pod uwagę te dane, stwierdza się, iż od roku 1827 do 1876 liczba ludności Błaszek zwiększyła się trzykrotnie. Przyczyną była napływająca do miasta ludność żydowska, a także eksplozja demograficzna wśród Żydów. Tempo przyrostu liczby ludności było wielkie biorąc pod uwagę, że w 1939 roku liczba ludności wynosiła około 5500. W tym połowa z niej stanowiła ludność żydowska.

### Nazwa miasta
Pochodzenie nazwy „Błaszki” trudno określić. Jedni wyprowadzają ją od nazwy „Błażek”, inni od formy „Błażkowice” (z 1386 r.). Natomiast od 1415 r. jest notowana nazwa „Blaschki”.

## Demografia

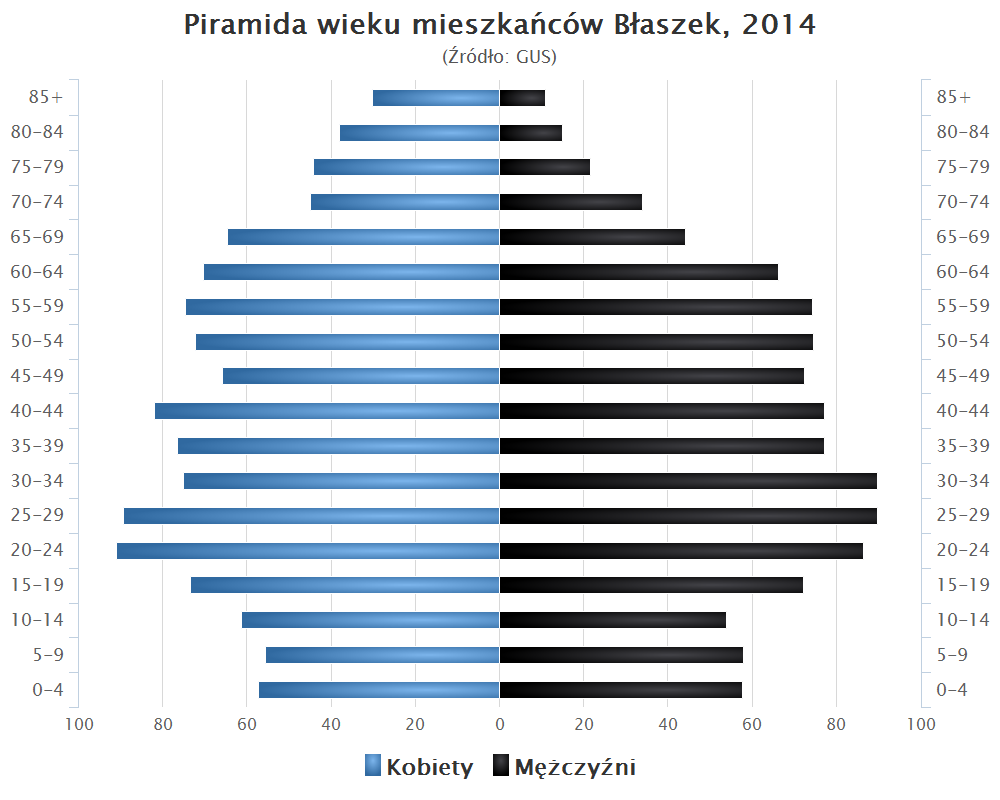
Piramida wieku mieszkańców Błaszek w 2014 roku

Dane z 31 grudnia 2023:
| Opis      | Ogółem | Ogółem | Kobiety | Kobiety | Mężczyźni | Mężczyźni |
| --------- | ------ | ------ | ------- | ------- | --------- | --------- |
| Jednostka | osób   | %      | osób    | %       | osób      | %         |
| Populacja | 1987   | 100    | 1011    | 50,88   | 976       | 49,12     |

## Zabytki

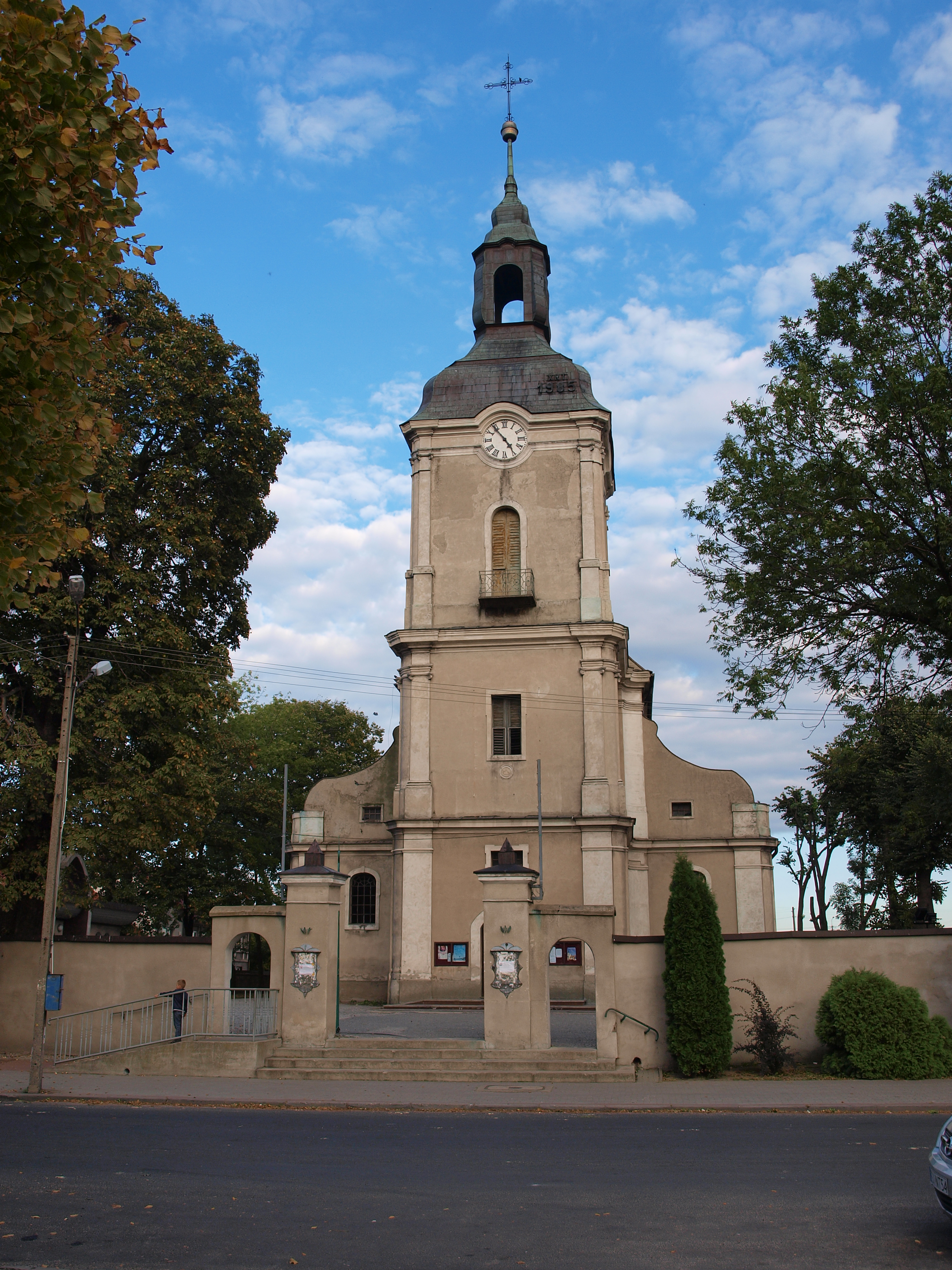
Kościół św. Anny

Dworzec PKP Błaszki,z pocz. XX w., widok od frontu, gm. Błaszki, pow.sieradzki.JPG

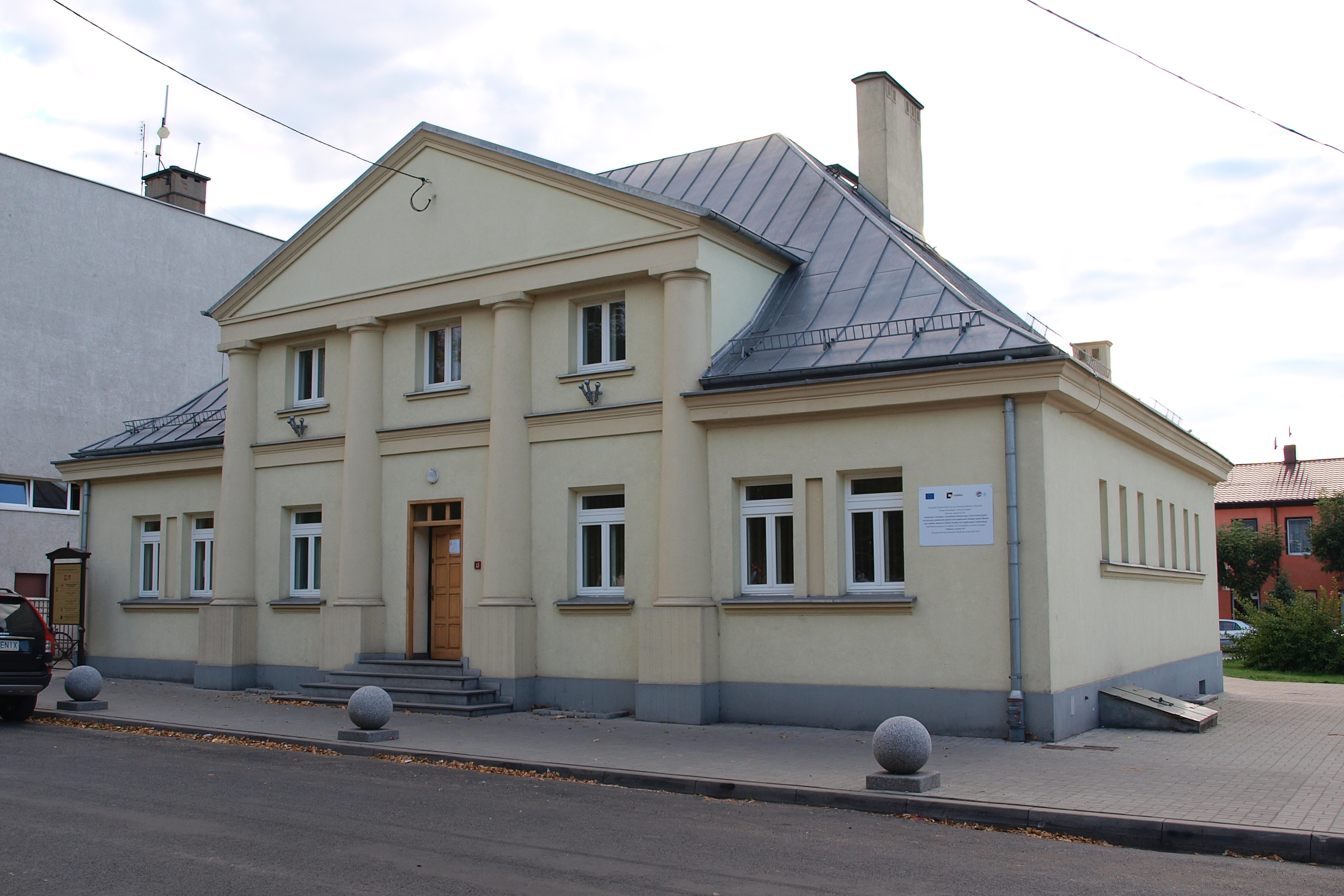
Łaźnia miejska

- kościół św. Anny, murowany, późnobarokowy, wzniesiony w latach 1779–1789 z fundacji Lipskich, w kościele nagrobek gen. Józefa Lipskiego, przywódcy insurekcji kościuszkowskiej w Sieradzkiem i powstania wielkopolskiego 1806 roku w Kaliskiem[potrzebny przypis];
- kilka domów mieszczańskich z przełomu XVIII/XIX w. przy dawnym rynku;
- Dom Społeczny Towarzystwa Spółdzielczego „Błaszkowianka”, murowany, wzniesiony w latach 1916–1917 według projektu Sylwestra Pajzderskiego; obecnie dom mieszkalny;
- dworzec stacji Kolei Warszawsko-Kaliskiej w pobliskich Maciszewicach, murowany, ok. 1902;
- cmentarz rzymskokatolicki parafii św. Anny, na cmentarzu m.in.
  - kaplica grobowa Poraj-Biernackich i Błeszczyńskich herbu Suchekomnaty;
  - żeliwny nagrobek Stefana Walewskiego;
  - grób Macieja Piaszczyńskiego (l. 45 – zginął 23 VIII 1863), powstańca styczniowego z oddziału ppor. Bąkowskiego, który poległ pod Równą koło Błaszek;
  - grobowiec Żelisławskich herbu Pilawa, w nim prochy ucznia gimnazjum Wacława Pilawy Żelisławskiego (lat 18), ułana 2 pułku poległego w wojnie z bolszewikami w dniu 4 VIII 1920 w Nowej Wsi pod Ostołęką. Na tym samym grobowcu tablica epitafijna brata Wacława, generała brygady Kazimierza Pilawa-Żelisławskiego, zamordowanego w Katyniu i kapitana Witolda Pilawa-Żelisławskiego, który zginął w 1943 w Oranienburgu.

Na cmentarzu w Błaszkach spoczęli lub zostali upamiętnieni symbolicznie także:
Zygumnt Pilawa – Żelisławskii (lat 46, zm. 1911 we wsi Adamki) – obywatel ziemski;
Jerzy Bratek – Kozłowski „Kastor” (ur. 1923 w majątku Kociołki – zginął 6 maja 1944 w czasie akcji „Stamm” w Warszawie) – podchorąży II plutonu Szarych Szeregów;
Tadeusz Kochanowski (lat 64, zm. 1897) – właściciel dóbr Żelisław
Marcyanna ze Swinarskich Kochanowska (lat 58, zm. 1897) – żona Tadeusza;
Józef Węgierski (1852 – 1950) – właściciel dóbr Brończyn i Kornelia z Mniewskich Węgierska (1903 – 1963).
Według rejestru zabytków NID na listę zabytków wpisane są obiekty:
- kościół parafialny pw. św. Anny, 1770, nr rej.: 415/A z 3.06.1954
- dom społeczny „Błaszkowianka”, XIX/XX w., nr rej.: 13 z 24.08.1977 oraz 285/A z 24.10.1994
- łaźnia miejska, pocz. XX w., nr rej.: 12 z 24.08.1977 oraz 286/A z 24.10.1994
- dworzec PKP, pocz. XX w., nr rej.: 355 z 5.01.1988

## Gospodarka
W mieście znajduje się drobny przemysł obuwniczy, meblarski, ceramiczny i spożywczy.
Na terenie miasta i gminy znajdują się gospodarstwa szklarniowe.

## Transport
W mieście krzyżują się drogi krajowe i wojewódzkie:
- droga krajowa nr 12: kierunek Łęknica – Kalisz – Błaszki – Lublin – Dorohusk
- droga wojewódzka nr 449: kierunek Grabów nad Prosną
- droga wojewódzka nr 710: kierunek Warta-Łódź

W odległości 5 km od miasta przebiega linia kolejowa nr 14 Łódź Kaliska – Forst.

## Kultura
Animatorem życia kulturalnego w mieście jest Centrum Kultury w Błaszkach. Skupia ono wiele zespołów i grup artystycznych m.in. Zespół Tańca Nowoczesnego „Authentic”, Miejska Orkiestra Dęta. CK organizuje zajęcia teatralne i muzyczne, a także zajęcia z zakresu tańca. Istnieje pracownia muzyczna, plastyczna, czy nowocześnie wyposażona pracownia komputerowa. W mieście istnieje także Biblioteka Publiczna Miasta i Gminy, która posiada w swych zasobach największe dzieła literatury polskiej i światowej oraz udostępnia liczne czasopisma i książki w czytelni.
Na terenie miasta działa 44 Błaszkowska Drużyna Harcerska „Parasol” im. pchor Jerzego-Bratek Kozłowskiego ps. „Kastor”  działająca przy Szkole Podstawowej im. Stanisława Staszica. Zrzesza około 40 harcerzy i harcerek w wieku od 12 do 17 roku życia z terenu gminy i miasta.

## Oświata
W Błaszkach dzieci i młodzież mogą się kształcić w zakresie przedszkolnym, podstawowym, i średnim. W mieście istnieje Przedszkole Samorządowe, Szkoła Podstawowa im. Stanisława Staszica, i Liceum Ogólnokształcące im. Wojska Polskiego w Błaszkach.

## Sport
W mieście działa Klub Sportowy Piast Błaszki, istnieją sale gimnastyczne oraz stadion sportowy.
W klubie grali:
- Marcin Kaczmarek (Widzew Łódź)
- Mariusz Gostyński (Warta Sieradz)
- Arek Maciejewski (KKS Kalisz)
- Mariusz Stępiński (FC Nantes)

## Wspólnoty wyznaniowe
- Kościół rzymskokatolicki:
  - parafia św. Anny
- Świadkowie Jehowy:
  - zbór Błaszki (Sala Królestwa Gzików 8)[14].